# Nilaus
Cet article court présente un sujet plus développé dans : Nilaus afer.
Genre
Nilaus est un genre monotypique de passereaux de la famille des Malaconotidae.

## Liste des espèces
Selon la classification de référence du Congrès ornithologique international (version 6.4, 2016) :
- Nilaus afer (Latham, 1801)
  - Nilaus afer afer (Latham, 1801)
  - Nilaus afer affinis Barboza du Bocage, 1878
  - Nilaus afer brubru (Latham, 1801)
  - Nilaus afer camerunensis Neumann, 1907
  - Nilaus afer hilgerti Neumann, 1907
  - Nilaus afer massaicus Neumann, 1907
  - Nilaus afer minor Sharpe, 1895
  - Nilaus afer miombensis Clancey, 1971
  - Nilaus afer nigritemporalis Reichenow, 1892
  - Nilaus afer solivagus Clancey, 1958